# هشتاد و هشتمین دوره جوایز اسکار
مراسم هشتاد و هشتمین دوره جوایز اسکار مراسمی از جانب آکادمی علوم و هنرهای سینمایی (AMPAS) است که در آن جایزه اسکار به بهترین‌های صنعت سینما در روز یکشنبه ۲۸ فوریه ۲۰۱۶ میلادی در تئاتر دالبی، هالیوود، لس آنجلس اهدا شد. ابتدا در ساعت ۴:۰۰ بعد از ظهر به وقت پی.اس. تی مراسم فرش قرمز آغاز و پس از آن در ساعت ۵:۳۰ بعد از ظهر به وقت پی.اس. تی مراسم اهداء جوایز اجرا گردید. این مراسم از شبکه تلویزیونی ای‌بی‌سی به صورت زنده پخش شد.

## برنامه
| تاریخ                     | دیدار                                                  |
| ------------------------- | ------------------------------------------------------ |
| شنبه، ۱۴ نوامبر، ۲۰۱۵     | فرمانداران جوایز                                       |
| چهارشنبه، ۳۰ دسامبر، ۲۰۱۵ | آغاز نظرسنجی در ساعت ۸:۰۰ صبح به وقت پی.اس. تی         |
| جمعه، ۸ ژانویه، ۲۰۱۶      | پایان نظرسنجی در ساعت ۵:۰۰ بعد از ظهر به وقت پی.اس. تی |
| پنجشنبه، ۱۴ ژانویه، ۲۰۱۶  | اعلام نامزدها در ساعت ۵:۳۰ صبح به وقت پی.اس. تی        |
| دوشنبه، ۸ فوریه، ۲۰۱۶     | نهار بین نامزدها                                       |
| جمعه، ۱۲ فوریه، ۲۰۱۶      | رای‌گیری نهایی                                          |
| شنبه، ۱۳ فوریه، ۲۰۱۶      | ارائه دستاورد علمی و فنی جوایز                         |
| سه شنبه، ۲۳ فوریه، ۲۰۱۶   | نظرسنجی نهایی در ساعت ۵:۰۰ بعد از ظهر به وقت پی.اس. تی |
| یکشنبه، ۲۸ فوریه، ۲۰۱۶    | آغاز مراسم                                             |

## برندگان و نامزدها
نامزدهای دریافت جایزه هشتاد و هشتمین مراسم اسکار، در ۱۴ ژانویه سال ۲۰۱۶ در ساعت ۵:۳۰ صبح به وقت پی.اس. تی (۱۳:۳۰ به ساعت هماهنگ جهانی) در تئاتر ساموئل گلدوین، توسط گیرمو دل تورو، انگ لی، شرلی بون ایساز (رئیس آکادمی) و جان کرازینسکی اعلام شدند. بازگشته با بیشترین تعداد نامزدی، در ۱۲ رشته، در جایگاه اول قرار دارد و مکس دیوانه: جاده خشم با نامزدی در ۱۰ رشته جایگاه دوم را ازآن خود کرده‌است. این برای دومین سال متوالی می‌باشد که فیلمی از الخاندرو گونسالس اینیاریتو بیشترین تعداد نامزدی را کسب کرده‌است.

### جوایز
| بهترین فیلم | بهترین کارگردانی |
| --- | --- |

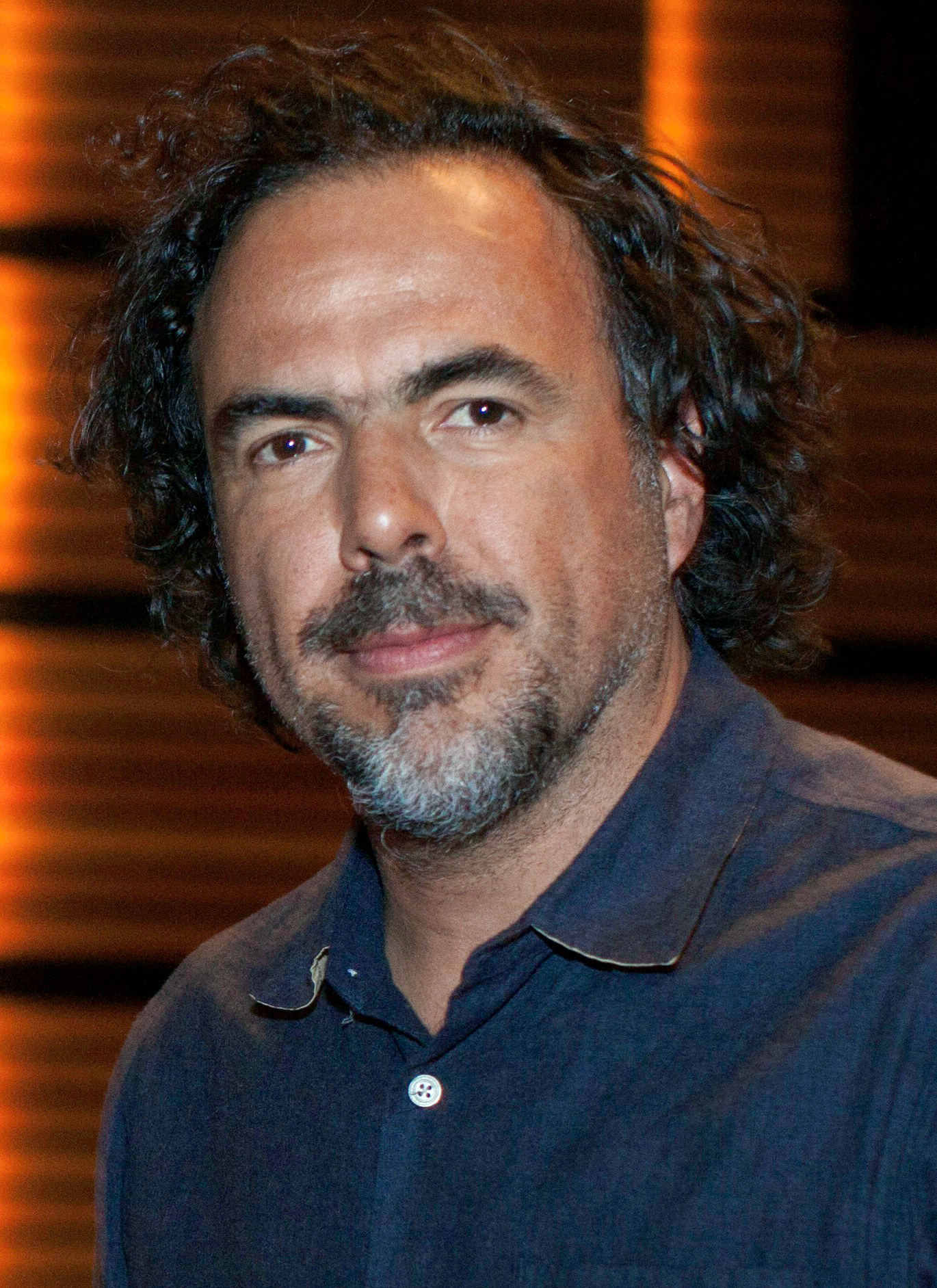
الخاندرو گونسالس اینیاریتو، برنده بهترین کارگردانی

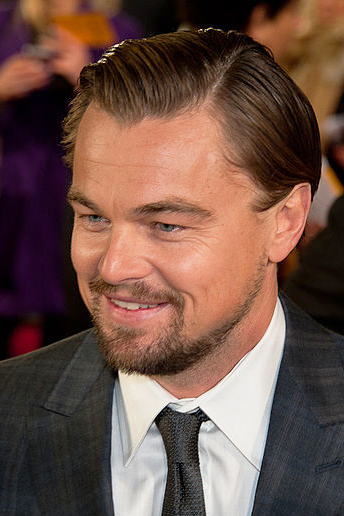
لئوناردو دی‌کاپریو، برنده بهترین بازیگر نقش اول مرد

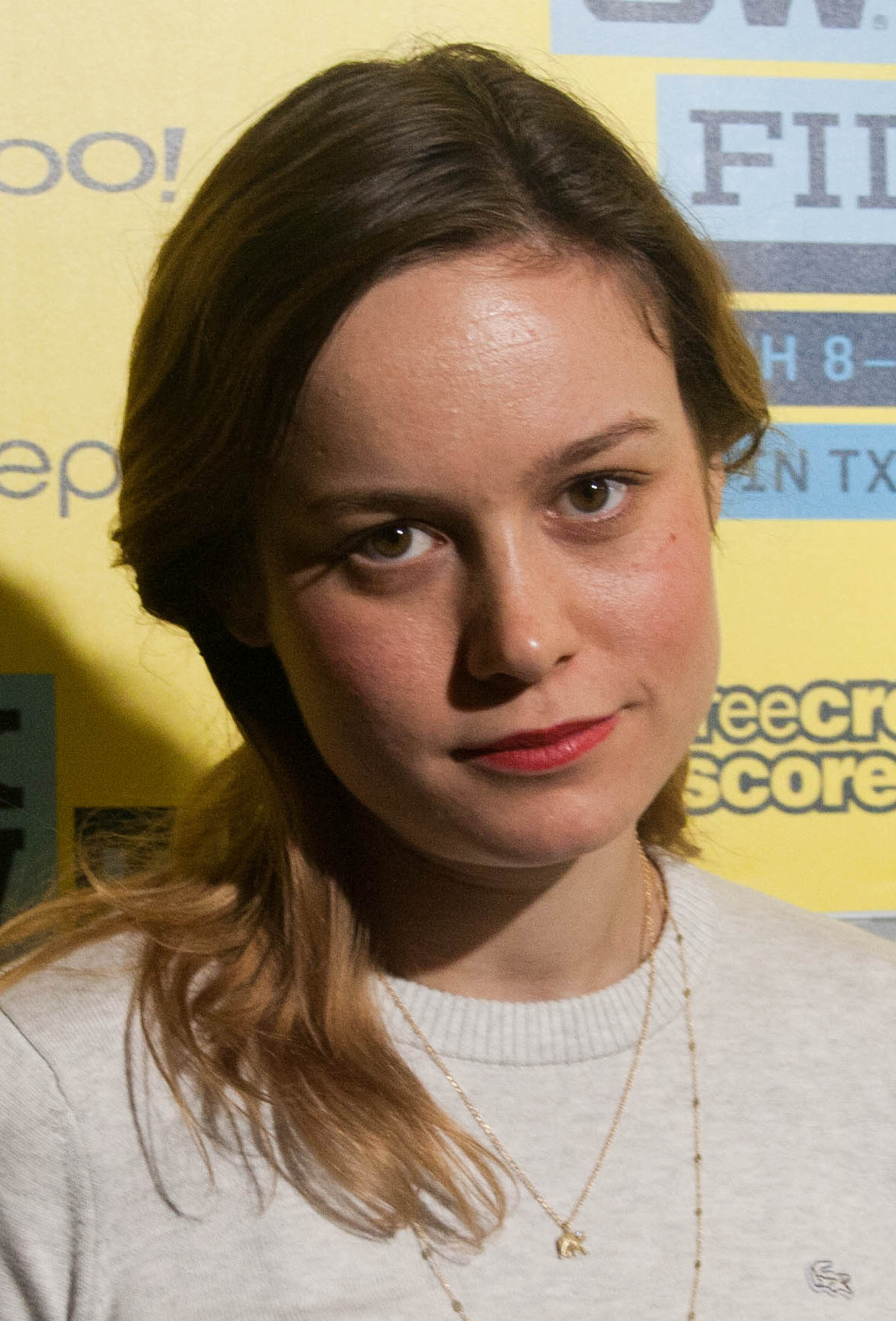
بری لارسون، برنده بهترین بازیگر نقش اول زن

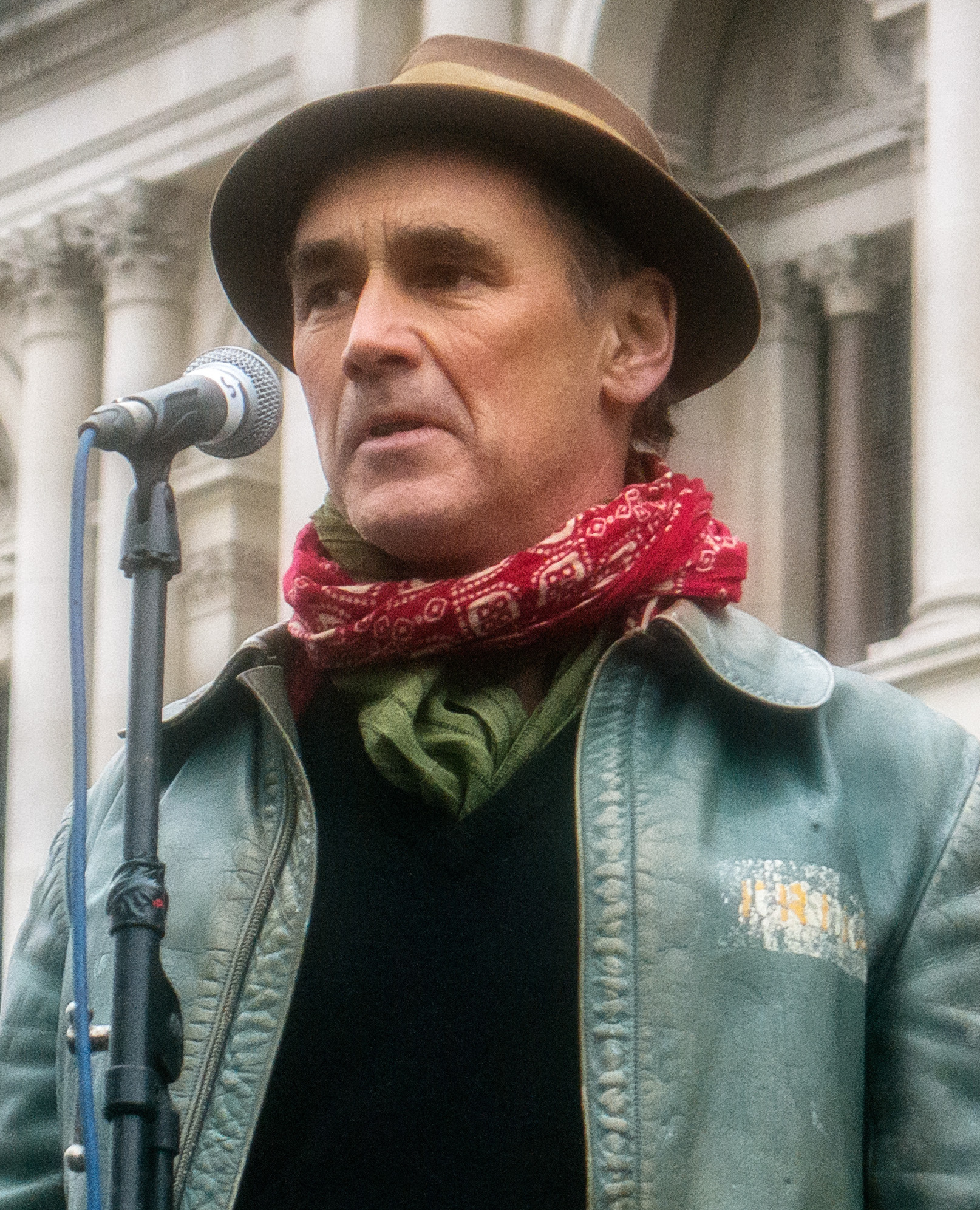
مارک رایلنس، برنده بهترین بازیگر نقش مکمل مرد

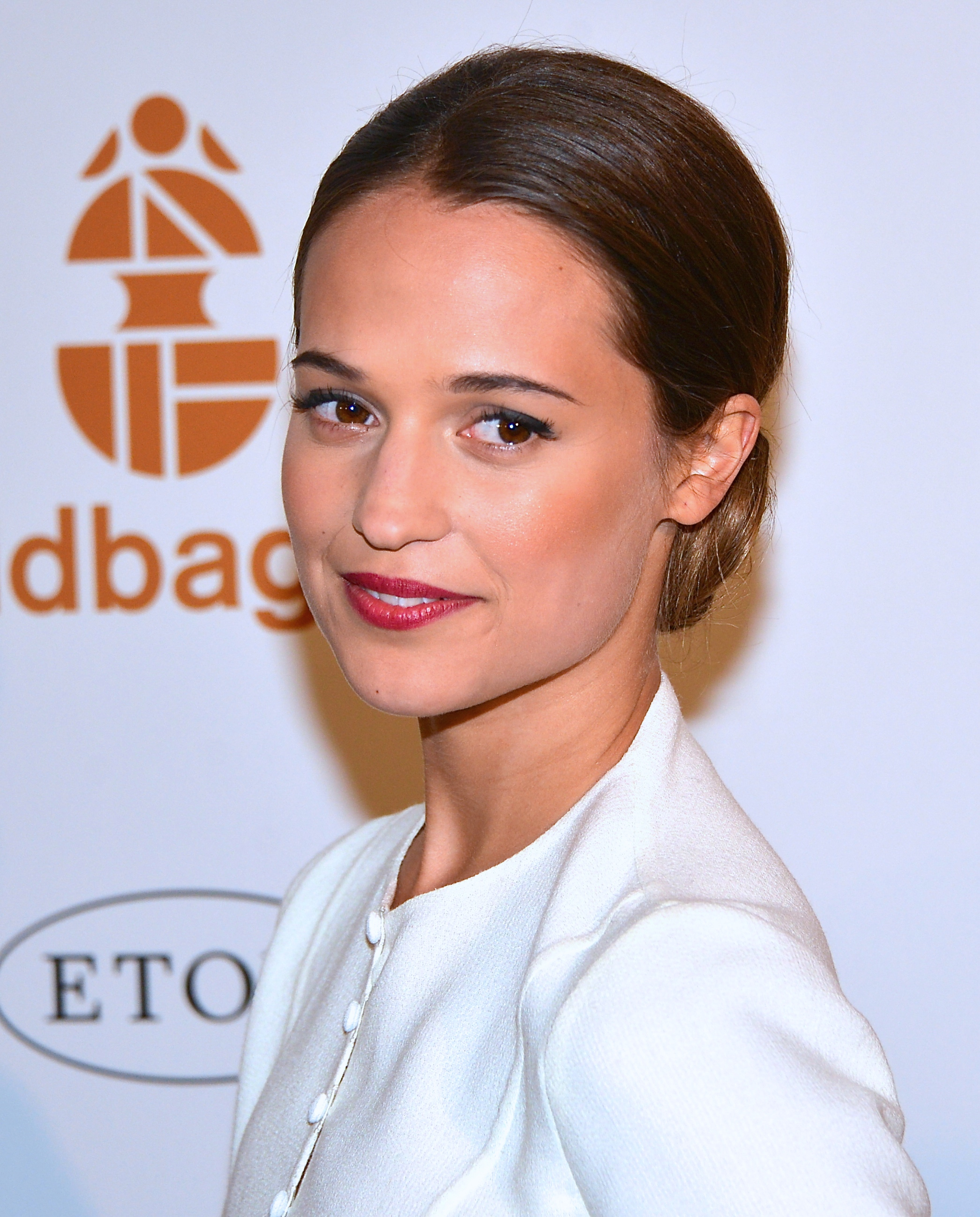
آلیسیا ویکاندر، برنده بهترین بازیگر نقش مکمل زن

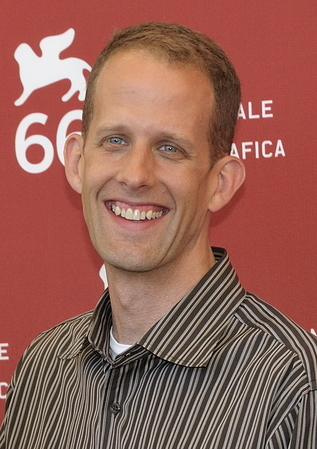
پیت داکتر، برنده (مشترک) بهترین انیمیشن

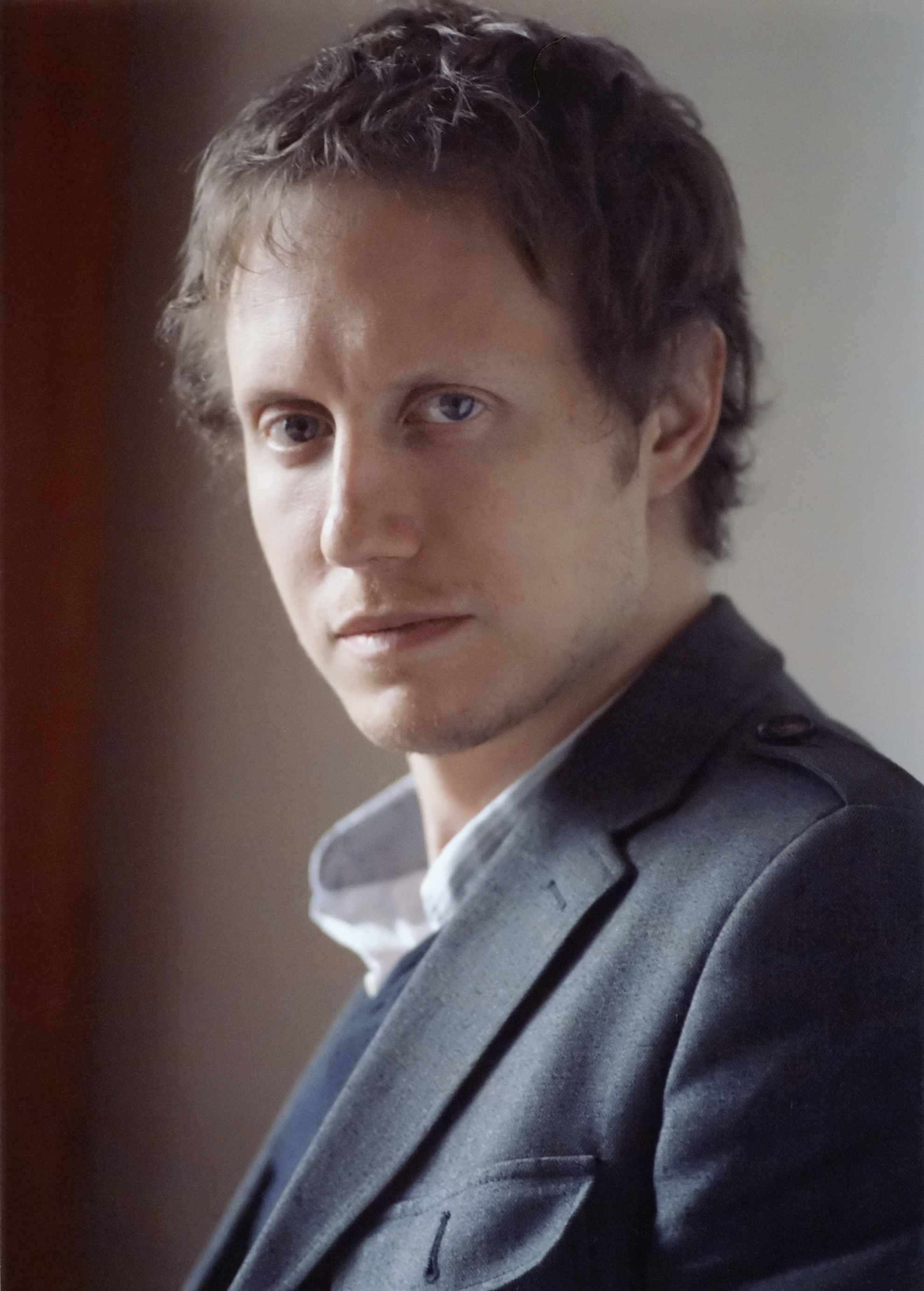
لاسزلو نیمز لیندهولم، برنده بهترین فیلم خارجی

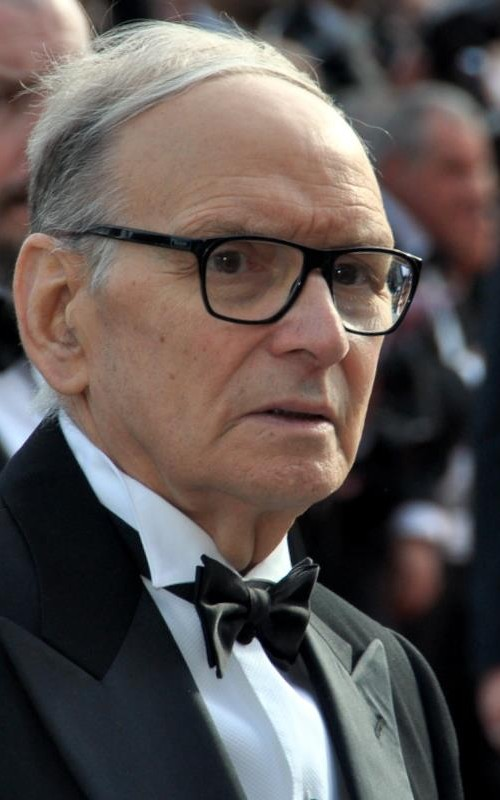
انیو موریکونه، برنده بهترین موسیقی فیلم

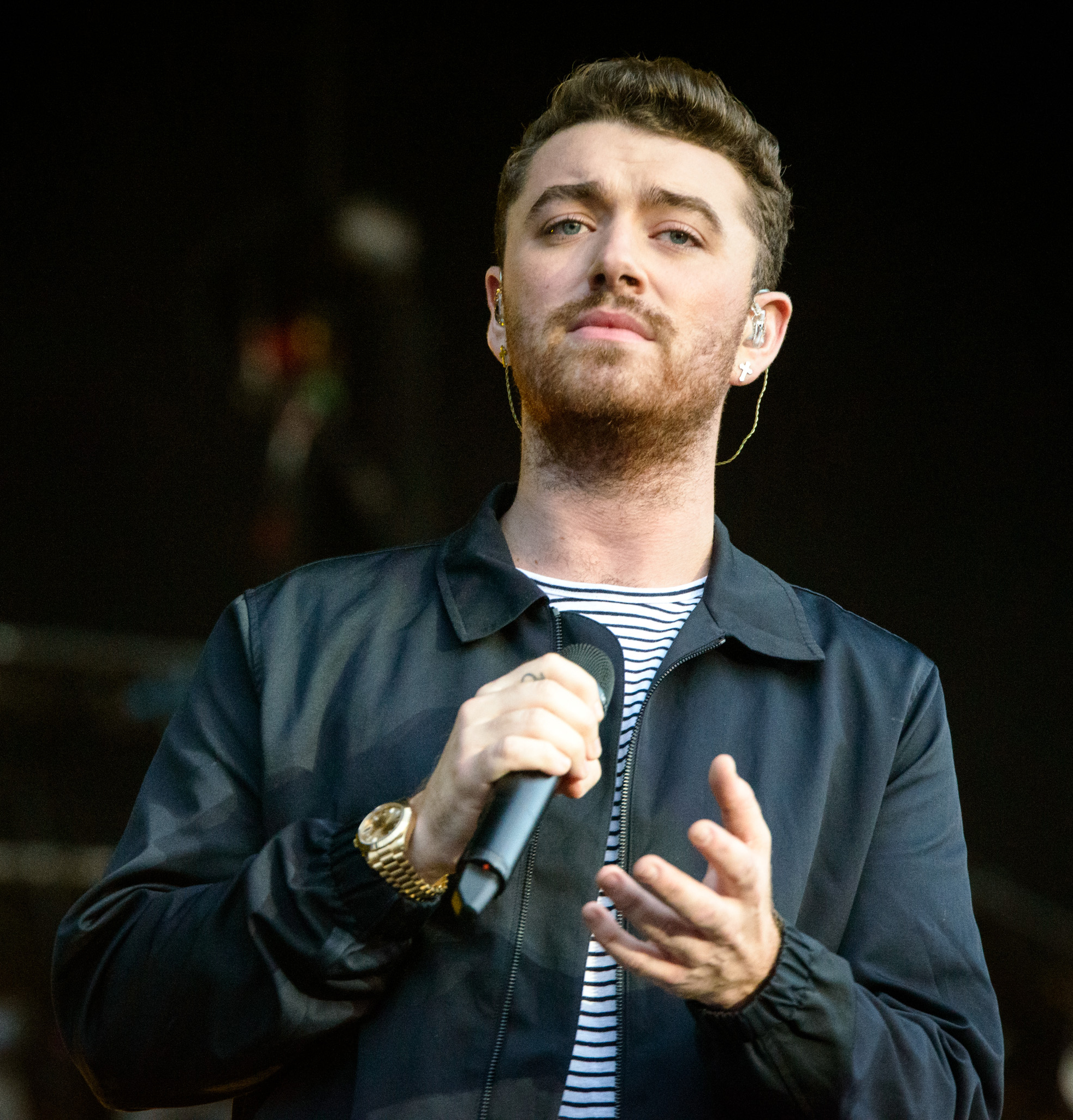
سم اسمیت، برنده (مشترک) بهترین ترانه

| - اسپات‌لایت – مایکل شوگر، استیو گولین، نیکول روکلین و بلای پاگون فاست - رکود بزرگ – برد پیت، دده گاردنر و جرمی کلاینر - پل جاسوس‌ها – استیون اسپیلبرگ، مارک پلت و کریستی ماکوسکو کریگر - بروکلین – فینولا دوایر و آماندا پوزی - مکس دیوانه: جاده خشم – داگ میتچل و جرج میلر - مریخی – سیمون کینبرگ، ریدلی اسکات، میشائیل شفر و مارک هوفام - بازگشته – آرنان میلشان، استیو گولین، الخاندرو گونسالس اینیاریتو، ماری پارنت و کیت ردمون - اتاق – اد گوینی | - الخاندرو گونسالس اینیاریتو – بازگشته - لنی آبراهامسون – اتاق - توماس مک‌کارتی – اسپات‌لایت - آدام مک‌کی – رکود بزرگ - جرج میلر – مکس دیوانه: جاده خشم |
| بهترین بازیگر مرد | بهترین بازیگر زن |
| - لئوناردو دی‌کاپریو – بازگشته در نقش هیو گلس - برایان کرانستون – ترومبو در نقش دالتون ترامبو - مت دیمون – مریخی در نقش مارک واتنی - مایکل فسبندر – استیو جابز در نقش استیو جابز - ادی ردمین – دختر دانمارکی در نقش لیلی البه | - بری لارسون – اتاق در نقش جوی "ماً نیوسام - کیت بلانشت – کارول در نقش کارول ایرد - جنیفر لارنس – جوی در نقش جوی مانگانو - شارلوت رمپلینگ – ۴۵ سال در نقش کِیت مرسر - سیرشا رونان – بروکلین در نقش اِیلیس لِیسی |
| بهترین بازیگر نقش مکمل مرد | بهترین بازیگر نقش مکمل زن |
| - مارک رایلنس – پل جاسوس‌ها در نقش رودلف ابل - کریستین بیل – رکود بزرگ در نقش مایکل بری - تام هاردی – بازگشته در نقش جان فیتزجرالد - مارک روفالو – اسپات‌لایت در نقش مایکل ریزندس - سیلوستر استالونه – کرید در نقش راکی بالبوآ | - آلیسیا ویکاندر – دختر دانمارکی در نقش گردا وگنر - جنیفر جیسن لی – هشت نفرت‌انگیز در نقش دیزی دامرگو - رونی مارا – کارول در نقش ترز بلیوت - ریچل مک‌آدامز – اسپات‌لایت در نقش ساشا فایفر - کیت وینسلت – استیو جابز در نقش جوانا هافمن                                                                              |
| بهترین فیلم‌نامه غیراقتباسی | بهترین فیلم‌نامه اقتباسی |
| - اسپات‌لایت – جاش سینر و توماس مک‌کارتی - پل جاسوس‌ها – مت چارمن و برادران کوئن - اکس‌مشینا – الکس گارلند - درون و بیرون – پیت داکتر، مگ لفاوه، جاش کولی، و رونی دل کارمن - از کف خیابان‌های کامپتون – جاناتان هرمن، آندره‌آ برلوف، اس. لی سویج، و آلن ونکوس | - رکود بزرگ – چارلز راندولف و آدام مک‌کی از فروش رهنی بزرگ اثر مایکل لیوایز - بروکلین – نیک هورن‌بای از رمان بروکلین اثر کولم توبین - کارول – فیلیس نیگی از ارزش نمک اثر پاتریشیا های‌اسمیت - مریخی – درو گودارد از رمان مارتین اثر اندی ویر - اتاق – اما داناهیو از رمان اتاق اثر اما دونوهیو                      |
| بهترین فیلم پویانمایی | بهترین فیلم خارجی‌زبان |
| - درون و بیرون - پیت داکتر و جونز ریورا - انومالیسا - چارلی کافمن، رُزا ترن و دوک جانسون - پسر و دنیا - آلِ ابریو - گوسفند ناقلا - مارک بارتون و ریچارد استارزاک - وقتی مارنی آنجا بود - هیروماسا یونبایاشی و یوشیاکی نیشیمارا | - پسر شائول (مجارستان) به زبان مجارستانی – لاسزلو نیمز لیندهولم - یک جنگ (دانمارک) به زبان دانمارکی – توبیاس لیندهولم - آغوش ابلیس (کلمبیا) به زبان اسپانیایی – کایرو گوئرا - اسب وحشی (فرانسه) به زبان ترکی – دنیز گامز ارگوون - ذیب (اردن) به زبان عربی – ناجی ابو نوار                                        |
| بهترین مستند | بهترین مستند کوتاه |
| - امی – آصف کاپادیا و جیمز گی-ریز - سرزمین کارتل – متیو هِینمن و تام یلین - چهره سکوت – جاشوآ اوپنهایمر و ساینی بیرگ سورنسن - چه خبر شد خانم سیمون؟ – لیز گارباس، امی هابی و جاستین ویلکس - زمستان در آتش: نبرد اوکراین برای آزادی – اِوگنی آفینفسکی و دن تالمور | - دختری در رودخانه: بهای بخشیدن - تیم اجساد ۱۲ - چائو: فراتر از خطوط - کلود لنزمن: شبح‌های شوآ - آخرین روز آزادی |
| بهترین فیلم کوتاه | بهترین پویانمایی کوتاه |
| - تته پته کن - همه چیز خوب خواهد شد - آو ماریا - یک روز - رفیق | - داستان خرس - بدون کیهان نمی‌توانیم زندگی کنیم - مقدمه - تیم محشر سانجای - دنیای فردا |
| بهترین موسیقی فیلم | بهترین ترانه |
| - انیو موریکونه - هشت نفرت‌انگیز - توماس نیومن – پل جاسوس‌ها - کارتر برول – کارول - یوهان یوهانسون – سیکاریو - جان ویلیامز – جنگ ستارگان: نیرو برمی‌خیزد | - نوشته روی دیوار از اسپکتر – جیمی نِیپس و سم اسمیت - "به دست آوردن آی تی" از پنجاه طیف خاکستری – د ویکند، بِلی، جیسون کویینویل و استفان ماکیو - "مانتا ری" از ریسینگ استیشن – جِی. رالف و آنتونی ایگارتی - "آهنگ ساده ۳" از جوانی – دیوید لنگ - "وقتی برای شما اتفاق می‌افتد" از شکار زمین – دایان وارن و لیدی گاگا |
| بهترین تدوین صدا | بهترین صداگذاری |
| - مکس دیوانه: جاده خشم - مارک مانگینی و دیویدوایت - مریخی - اولیور تارنی - بازگشته - مارتین هرناندز و لون بندر - سیکاریو - الن رابرت موری - جنگ ستارگان: نیرو برمی‌خیزد - متیو وود و دیوید آکورد | - مکس دیوانه: جاده خشم - کریس جنکینز، گِرگ رادلف و بن آزمو - پل جاسوس‌ها - اندی نلسون، گری رایدستورم و دری کانین - مریخی - پاول مازی، مارک تایلور و مک رات - بازگشته - جان تایلور، فرانک .آ مونتانو، رندی تام و کریس دیوزتردیک - جنگ ستارگان: نیرو برمی‌خیزد - اندی نلسون، کریستوف اسکارابازیو و استوارت ویلسون     |
| بهترین طراحی صحنه | بهترین فیلمبرداری |
| - مکس دیوانه: جاده خشم – کالین گیبسون و لیزا تامسون - پل جاسوس‌ها – آدام استوکایزن، رنا دی آنجلو و برنارد هنریک - دختر دانمارکی – ایو استوارت و میکائیل استندیش - مریخی – آرتور مکس و سلیا بوباک - بازگشته – جک فیسک و همیش پردی | - بازگشته – امانوئل لوبزکی - کارول – ادوارد لاچمن - هشت نفرت‌انگیز – رابرت ریچاردسون - مکس دیوانه: جاده خشم – جان سیل - سیکاریو – راجر دیکینس |
| بهترین گریم و آرایش مو | بهترین طراحی لباس |
| - مکس دیوانه: جاده خشم - پیرمرد صد ساله‌ای که از پنجره فرار کرد و ناپدید شد - بازگشته | - مکس دیوانه: جاده خشم – جنی بیون - کارول – سندی پاول - سیندرلا – سندی پاول - دختر دانمارکی – پاکو دلگادو - بازگشته – جِیکیو لاین وست |
| بهترین تدوین | بهترین جلوه‌های تصویری |
| - مکس دیوانه: جاده خشم – مارگارت سیکسل - رکود بزرگ – هنک کوروین - بازگشته – استیون میریون - اسپات‌لایت – تام مک آردل - جنگ ستارگان: نیرو برمی‌خیزد – ماریانا برندون و ماری جو مارکی | - اکس‌مشینا - مکس دیوانه: جاده خشم - مریخی - بازگشته - جنگ ستارگان: نیرو برمی‌خیزد |

### فیلم‌ها با چند نامزدی و برندگی
| تعداد نامزدی | فیلم                       |
| ------------ | -------------------------- |
| ۱۲           | بازگشته                    |
| ۱۰           | مکس دیوانه: جاده خشم       |
| ۷            | مریخی                      |
| ۶            | پل جاسوس‌ها                 |
| ۶            | کارول                      |
| ۶            | اسپات‌لایت                  |
| ۵            | جنگ ستارگان: نیرو برمی‌خیزد |
| ۵            | رکود بزرگ                  |
| ۴            | دختر دانمارکی              |
| ۴            | اتاق                       |
| ۳            | بروکلین                    |
| ۳            | هشت نفرت‌انگیز              |
| ۳            | سیکاریو                    |
| ۲            | اکس‌مشینا                   |
| ۲            | درون و بیرون               |
| ۲            | استیو جابز                 |

| تعداد جایزه | فیلم                 |
| ----------- | -------------------- |
| ۶           | مکس دیوانه: جاده خشم |
| ۳           | بازگشته              |
| ۲           | اسپات‌لایت            |

### جوایز افتخاری
- جنا رولندز
- اسپایک لی

### جایزه بشردوستانه ژان هرشولت
- دبی رینولدز